# Paddy McAloon
Paddy McAloon de son vrai nom Patrick Joseph McAloon, né le 7 juin 1957 à Durham en Angleterre, est un compositeur, chanteur et guitariste anglais de musique pop.

## Biographie
Il forme le groupe Prefab Sprout à Newcastle en 1982 avec son frère Martin McAloon (né en 1962) à la basse et sa petite amie de l'époque Wendy Smith (née en 1963) à la guitare et au chant ainsi que Neil Conti (né en 1959) à la batterie.
Après une carrière fructueuse avec Prefab Sprout, dans les années 1980 et au début des années 1990, il sort en 2003 l'album solo I Trawl The Megahertz, album très mélancolique et largement instrumental (il ne chante que sur le titre Sleeping Rough).
Paddy McAloon est considéré par la critique musicale anglaise comme l'un des meilleurs compositeurs et paroliers de musique pop des années 80 et 90.
Il est atteint depuis quelques années d'une maladie rare affectant sa vue et son ouïe.

## Discographie
- I trawl the megahertz, Liberty Records, 2003

1. : I Trawl the Megahertz (22:06)
2. : Esprit de Corps (4:51)
3. : Fall from Grace (3:38)
4. : We Were Poor... (4:49)
5. : Orchid 7 (4:20)
6. : I'm 49 (3:48)
7. : Sleeping Rough (3:34)
8. : Ineffable (2:42)
9. : ...But We Were Happy (3:48)